# Кохман Андрій Володимирович
Андрій Володимирович Кохман (нар. 25 травня 1990, Забужжя, Львівська область, УРСР) — український футболіст, півзахисник футбольного клубу «Ужгород».

## Клубна кар'єра
В ДЮФЛ виступав за УФК Львів і «Сокіл-Рух» (Львів). У 2008 році потрапив в дубль луганської «Зорі», де за чотири роки провів понад сто матчів і відзначився 19 голами. 8 серпня 2009 дебютував в Прем'єр-лізі в матчі проти львівських «Карпат» (4:0).
У 2014 році підсилив склад стрийської «Скали», де провів два сезони забивши 6 м'ячів в 35 іграх. Взимку 2016 року перебрався до чернівецької «Буковини». 1 грудня 2016 року припинив співпрацю з чернівецькою командою. В 2017 році виступав за аматорський футбольний клуб «Рочин» (Соснівка), а з літа 2018 є гравцем друголівого клубу «Калуш».

## Досягнення
- Срібний призер молодіжної першості України : 2011/12

## Статистика
Станом на 23 листопада 2019 року
| Клуб                | Ліга         | Сезон   | Чемпіонат | Чемпіонат | Кубок | Кубок | Дубль | Дубль |
| Клуб                | Ліга         | Сезон   | Ігри      | Голи      | Ігри  | Голи  | Ігри  | Голи  |
| ------------------- | ------------ | ------- | --------- | --------- | ----- | ----- | ----- | ----- |
| Зоря-2 (Луганськ)   | ААФУ         | 2008    | 17        | 7         |       |       |       |       |
| Зоря (Луганськ)     | Прем'єр-ліга | 2008/09 |           |           |       |       | 30    | 6     |
| Зоря (Луганськ)     | Прем'єр-ліга | 2009/10 | 2         | 0         |       |       | 29    | 7     |
| Зоря (Луганськ)     | Прем'єр-ліга | 2010/11 |           |           |       |       | 28    | 5     |
| Зоря (Луганськ)     | Прем'єр-ліга | 2011/12 |           |           |       |       | 18    | 1     |
| Скала (Стрий)       | Друга ліга   | 2014/15 | 25        | 1         | 1     | 0     |       |       |
| Скала (Стрий)       | Друга ліга   | 2015/16 | 10        | 5         |       |       |       |       |
| Буковина (Чернівці) | Друга ліга   | 2015/16 | 9         | 0         |       |       |       |       |
| Буковина (Чернівці) | Перша ліга   | 2016/17 | 3         | 0         | 1     | 0     |       |       |
| Рочин (Соснівка)    | ААФУ         | 2017    | 31        | 9         |       |       |       |       |
| Калуш               | Друга ліга   | 2018/19 | 24        | 3         | 4     | 0     |       |       |
| Калуш               | Друга ліга   | 2019/20 | 14        | 1         | 2     | 0     |       |       |